# هلی‌چال
هلی‌چال، روستایی است از توابع بخش بخش امامزاده عبدالله شهرستان آمل در استان مازندران ایران. این روستا، که یکی از ییلاق‌های متعلق به شهر امام‌زاده عبدالله است، در نوار جنوب غربی شهرستان آمل واقع است. در تقسیمات جدید جغرافیایی، هلی‌چال جزء شهر امام‌زاده عبدالله درآمده است، با این حال این منطقه از نواحی اصیل بخش لیت‌کوه است.
این روستا طبیعت بسیار خشکی دارد. در گذر از تهران به شهرستان آمل، بعد از خروجی روستای شاه‌زید، مسیری شوسه به سمت غرب وجود دارد که جادهٔ هراز را به این روستا متصل می‌کند. این مسیر پوشش بسیار نامناسبی دارد  که به دلیل جمعیت اندک این روستا این کیفیت بد، در حال بدتر شدن است. ارتفاعات جنوبی روستا مشرف به قلهٔ دماوند است. در اطراف این روستا، مراتع بسیاری وجود دارد که برای چرای دام از آن‌ها استفاده می‌شود. یکی از راه‌های مال‌رو منتهی به این روستا، از انتهای روستای شاه‌زید گذر می‌کند که علی‌رغم روستای هلی‌چال، پوشش بسیار متراکمی دارد. حوالی روستا نیز چندین چشمهٔ آب شیرین وجود دارد. از چشمه‌های مشهور ان اسحاق چشمه می‌باشد که اب زلال وگوارایی دارد که خواص فراوانی داردیکی مشکلات افراد ساکن ان منطقه ارتباط باشهر است که به علت خاکی بودن جاده که حدود 20کیلومتر می‌باشد از لحاظ اب وهوایی بسیار بکر وبی نظیر می‌باشد و در جایی بنام کمرلو که بعد از گذشتن از سربالایی  که درداخل محل گذر کنیم به جاده قدیم خشواش میرسیم  واز انجا به  تماشای قله زیبای دماوند می‌توان نشست واز طبیعت  زیبا ودلنواز ان استفاده کرد ساکنان قدیم این منطقه همگی دامدار بودند که درامدشان ارزوی دام تأمین میشد اگرچه ازلحاظ دیدن ان منطقه می‌توان فهمید که مردمان ان منطقه خود کفا بوده و کشاورزی هم می‌کردند چون زمین‌های منطقه ای بنام فلوشت گواه بر این امر است که الامن ان زمین‌های مردم راجزو اراضی ملی کردند ودولت ان را تصاحب نمود مردم ان منطقه در دهه‌های 50وقبل ازان ازمسیر بنام  مازرون راه (که از طریق ان به امل راه داشت )رفت وامد می‌کردندرفت وامد آن‌ها از طریق چاربیداران انجام میشد که مالروبود خانه‌های ان همگی فاقد درودرازه وحصار ودیوار می‌باشد که نشاندهنده صفا وصمیمیت ان دوران است وپوشش‌های سقف ساختمان ان نیز ازچوب بوده که به نام محلی لد می‌باشد*   
   << زرشک داربن هاکنم سایه    تماشاهاکنم هلی چال محله>>    <<دیاری هارشم بنوم په کله خبرگیری کنم شه یارمحله  >>     <شه هلی چال کوه داع     بالا کمرلو داع  >      <<اسحاق چشمه اوی داع     بنوم روبرو داع>>  <<اسحاق چشمه ی او چنه بچاه     هلی چال کوه چی باصفا>>m.n

## کتاب شناسی
عباسعلی صلواتی در سال 1397 خورشیدی بعد از چند سال تلاش موفق به گردآوری و انتشار کتابی با عنوان تاریخ و فرهنگ معاصر هلیچال شد که اطلاعاتی خوبی دربارۀ این روستا ارائه می‌کند. کتابخانه ملی

## http://www.shomalnews.com
1. ↑  «درگاه ملی آمار ایران (تقسیمات کشوری سال ۱۳۹۳)». بایگانی‌شده از اصلی در ۱۰ مه ۲۰۱۶. دریافت‌شده در ۴ مه ۲۰۱۶.